# Nyängena
Nyängena är ett naturreservat i Älvdalens kommun i Dalarnas län.
Området är naturskyddat sedan 2011 och är 347 hektar stort. Reservatet består av gammal tall, med granskog längs vattendrag.